# Lupeni (Harghita)
Lupeni (in passato Farcaşfalău, in ungherese Farkaslaka) è un comune della Romania di 4 486 abitanti, ubicato nel distretto di Harghita, nella regione storica della Transilvania.
Il comune è formato dall'unione di 9 villaggi: Bisericani, Bulgăreni, Firtușu, Lupeni, Morăreni, Păltiniș, Păuleni, Satu Mic, Sâncel.
La maggioranza della popolazione (oltre il 98%) è di etnia Székely.